# Michael Seidenbecher
Michael Seidenbecher (né le 6 novembre 1984 à Erfurt) est un coureur cycliste allemand. Il a notamment été six fois champion d'Europe sur piste : deux fois en catégorie junior en 2002, en vitesse individuelle et par équipes, et quatre fois en catégorie espoirs, en vitesse, keirin et kilomètre en 2005 et en vitesse par équipes en 2006.

## Vie privée
Depuis 2009, il est en couple avec la championne olympique Kristina Vogel, avec qui il vit à Erfurt.

## Palmarès

### Championnats du monde
- Los Angeles 2005
  - 15e de la vitesse
- Bordeaux 2006
  - 11e du kilomètre
- Palma de Majorque 2007
  - 9e du kilomètre
- Manchester 2008
  - 16e du kilomètre
- Pruszkow 2009
  - 16e du kilomètre
- Copenhague 2010
  - 8e du keirin

### Championnats du monde juniors
- 2001
  -  Médaillé de bronze de la vitesse par équipes
- 2002
  -  Médaillé d'argent de la vitesse par équipes
  -  Médaillé d'argent de la vitesse

### Coupe du monde
- 2003
  - 3e de la vitesse par équipes à Sydney
- 2004
  - 3e de la vitesse par équipes à Aguascalientes
- 2004-2005
  - 1er de la vitesse par équipes (avec Sören Lausberg et Jan van Eijden)
- 2006-2007
  - 1er du kilomètre à Moscou
  - 2e de la vitesse par équipes à Manchester

### Championnats d'Europe
- Büttgen 2002
  -  Champion d'Europe de la vitesse juniors
  -  Champion d'Europe de la vitesse par équipes juniors (avec Michael Spiess et Robert Eichfeld)
  -  Médaillé d'argent du kilomètre juniors

- Valence 2004
  -  Médaillé d'argent de la vitesse espoirs
  -  Médaillé de bronze du kilomètre espoirs
  -  Médaillé de bronze du keirin espoirs

- Fiorenzuola d'Arda 2005
  -  Champion d'Europe de la vitesse espoirs
  -  Champion d'Europe du keirin espoirs
  -  Champion d'Europe du kilomètre espoirs

- Athènes 2006
  -  Champion d'Europe de la vitesse par équipes espoirs (avec René Enders et Maximilian Levy)
  -  Médaillé de bronze du keirin espoirs
  -  Médaillé de bronze de la vitesse espoirs

### Championnats nationaux
- Champion d'Allemagne de vitesse juniors : 2001 et 2002
- Champion d'Allemagne du kilomètre juniors : 2002
- Champion d'Allemagne de vitesse par équipes juniors : 2002 (avec Maximilian North et Sebastian Döhrer)
- Champion d'Allemagne de vitesse par équipes : 2003 (avec Matthias John et René Wolff), 2007 (avec Matthias John et René Enders) et 2008 (avec Matthias John et René Enders)
- Champion d'Allemagne du kilomètre : 2006 et 2007